# Motu One (Gesellschaftsinseln)
Motu One (polynesisch auch Papa Iti oder Temiromiro genannt) ist ein Atoll der in der Südsee gelegenen Gesellschaftsinseln in Französisch-Polynesien und gehört zur Gemeinde Maupiti. In manchen Quellen wird es Bellingshausen genannt, in anderen Bellinghausen. Dieser Name geht auf Otto von Kotzebue zurück, der das Atoll nach dem deutschbaltischen Entdecker Fabian Gottlieb von Bellingshausen taufte. 
Das Atoll besteht aus einer etwas größeren und fünf kleinen Inseln mit einer Landfläche von zusammen 2,3 km², die eine zentrale Lagune umschließen. Es liegt etwa 550 km nordwestlich von Tahiti und ist heute unbewohnt.

## Natur
Die Insel ist ein bedeutender Brut- und Rastplatz für verschiedene Vogelarten und ein Platz, an dem die Grüne Meeresschildkröte (die Suppenschildkröte) ihre Eier ablegt.